# Horní Heřmanice (przystanek kolejowy)
Horní Heřmanice – przystanek kolejowy w Bernarticach (w części Horní Heřmanice), w kraju ołomunieckim, w Czechach. Znajduje się na wysokości 260 m n.p.m. i leży na linii kolejowej nr 295.